# Leitstellenfunk
Als Leitstellenfunk versteht man bei Behörden und Organisationen mit Sicherheitsaufgaben (BOS) die Sprechfunkverkehrsabwicklung zwischen Einsatzfahrzeugen und eventuell Einsatzleiter mit der Leitstelle. Der Leitstellenfunk ist vom Einsatzstellenfunk zu unterscheiden und findet bei analogem BOS-Funk auf dem Frequenzband im sogenannten 4-m-Band statt. Mancherorts wird der Funkkanal ausschließlich für die Kommunikation mit der Leitstelle genutzt, welche dann im Sternverkehr mit der Leitstelle als Sternkopf stattfindet. Es hat sich jedoch bei kleineren Funkverkehrskreisen bewährt, auch den Fahrzeugfunk über diesen Kanal abzuwickeln, so dass er im Kreisverkehr genutzt wird. Dadurch benötigt jedes Fahrzeug nur eine 4-m-Funkstation, bzw. ist während des Sprechfunkverkehrs mit einem anderen Fahrzeug immer noch durch die Leitstelle erreichbar, während die Leitstelle den Funkverkehr zwischen den Fahrzeugen überwachen kann. Mit der Einführung des Digitalfunks soll der analoge Leitstellenfunk flächendeckend ersetzt werden.